# 蒂济
蒂济（法語：Thizy，法語發音：[tizi]）是法国罗讷省的一个旧市镇，属于索恩河畔自由城区。2013年，蒂济与临近的4个市镇合并为新市镇蒂济莱布尔，蒂济为新市镇行政中心。

## 地理
蒂济（46°2'0"N, 4°18'44"E）面积1.94 平方千米，位于法国奥弗涅-罗讷-阿尔卑斯大区罗讷省，该省份为法国中东部省份，北起顺时针与索恩-卢瓦尔省、安省、里昂大都会、伊泽尔省和卢瓦尔省接壤。
与蒂济接壤的市镇（或旧市镇、城区）包括：。

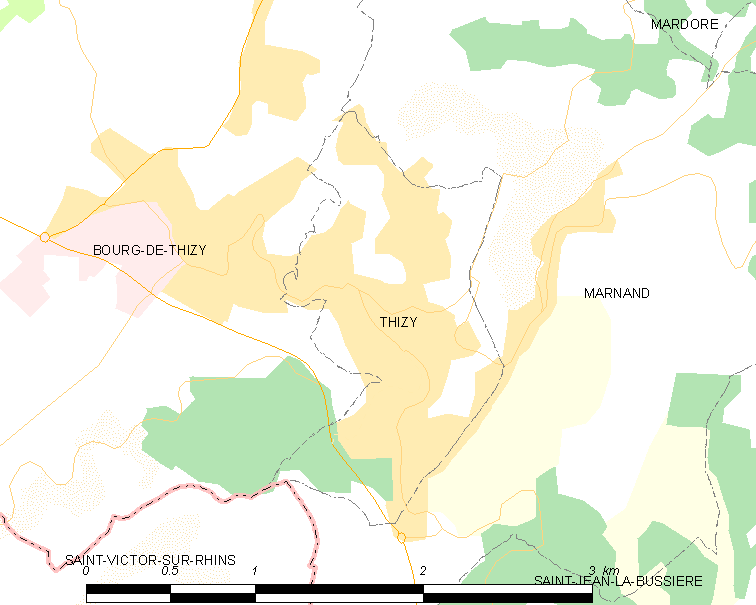
蒂济的OSM定位图

蒂济的时区为UTC+01:00、UTC+02:00（夏令时）。

## 行政
蒂济的邮政编码为69240，INSEE市镇编码为69248。

## 政治
蒂济所属的省级选区为。

## 人口

1962-2008年间蒂济人口变化图示

蒂济于2018年1月1日时的人口数量为2250人。